# Marek Bažík
Marek Bažík (ur. 9 lutego 1976 w Čačínie) – słowacki piłkarz grający na pozycji pomocnika. Podczas swojej kariery występował w takich klubach, jak ŠPORT Podbrezová, MŠK Žilina, Viktoria Žižkov oraz FK Dukla Bańska Bystrzyca. W 2008 roku trafił do Polonii Bytom. Zadebiutował w jej barwach w zremisowanym 1:1 spotkaniu z Cracovią, natomiast pierwszą bramkę zdobył w przegranym 1:2 meczu przeciwko Wiśle Kraków.